# Bitva u Trutnova
Bitva u Trutnova (německy Schlacht bei Trautenau) byla bitva prusko-rakouské války. Odehrála se 27. června 1866 a skončila taktickým rakouským vítězstvím. Šlo o jedinou bitvu prusko-rakouské války na severním bojišti, která skončila vítězstvím Rakouska.
Bitva se odehrála jižně od Trutnova na kopci Šibeník a poblíž kaple svatého Jana Křtitele na Jánském vrchu.

## Památník
Na památku bitvy u Trutnova byl zbudován pomník, který je vysoký 17 m, váží 50 tun a má tvar obelisku. Po stranách jsou tabulky se jmény padlých důstojníků a vojáků. Památník byl odhalen roku 1868 a v roce 1905 byla uvnitř památníku vytvořena krypta pro uložení ostatků generála Gablenze.

## Galerie

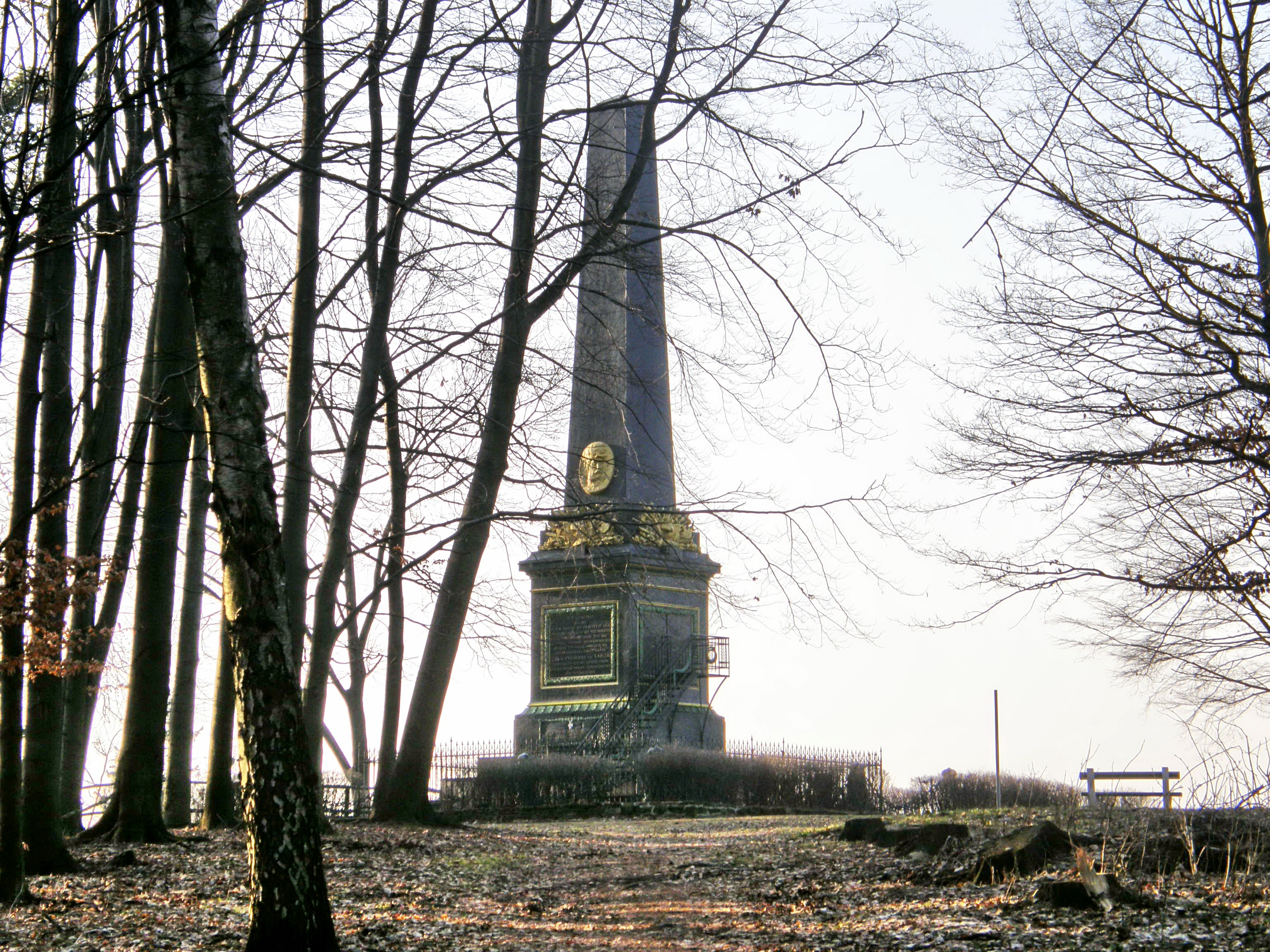
Gablenzův pomník z roku 1868 na kopci Šibeníku
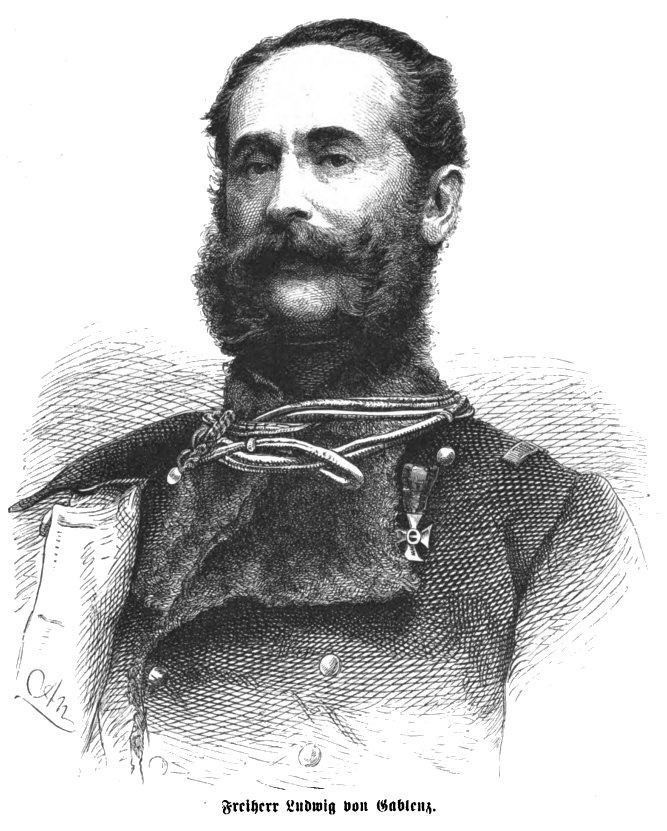
Ludwig von Gablenz, velitel rakouských vojsk v bitvě u Trutnova
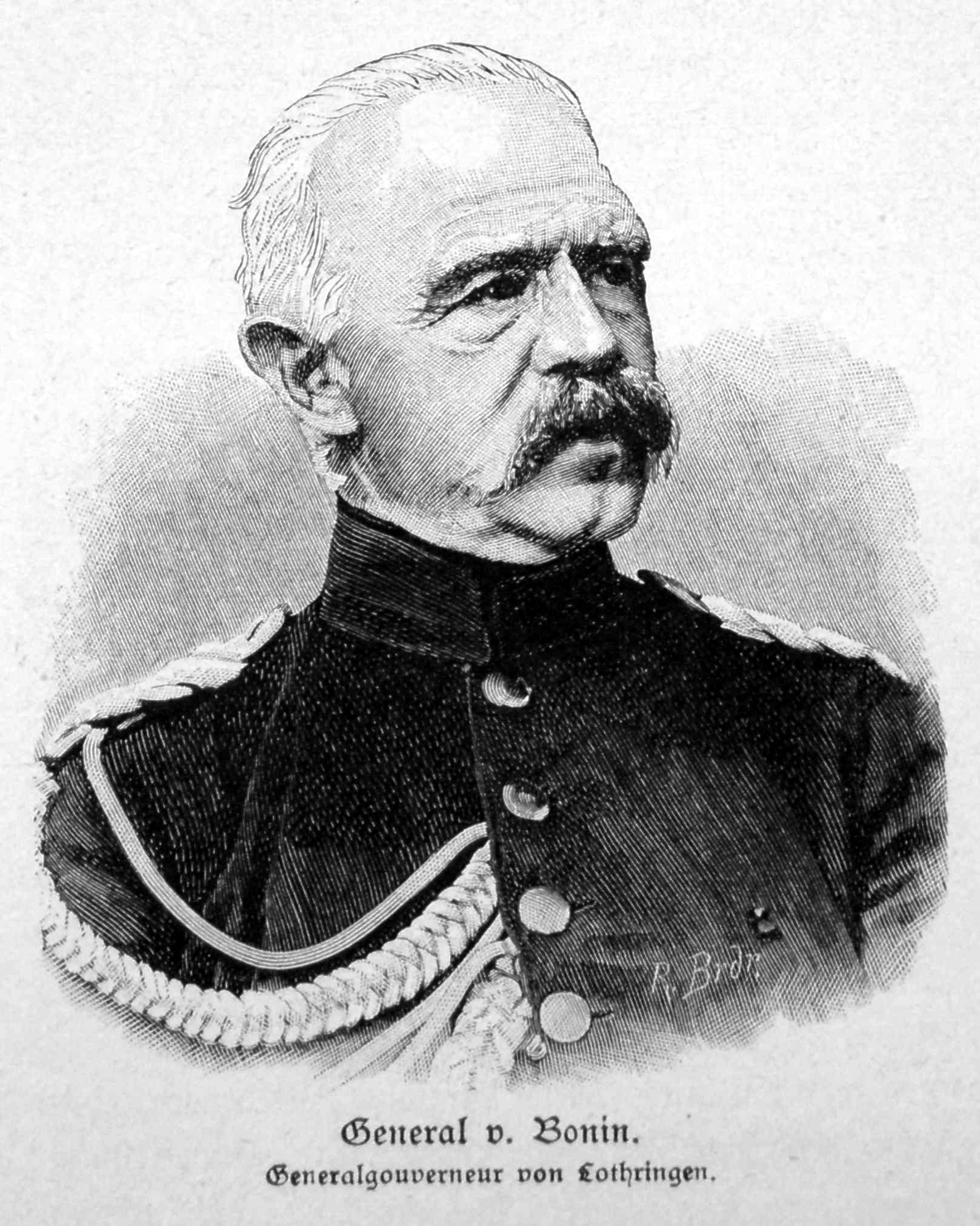
Adolf von Bonin, velitel pruských vojsk v bitvě u Trutnova
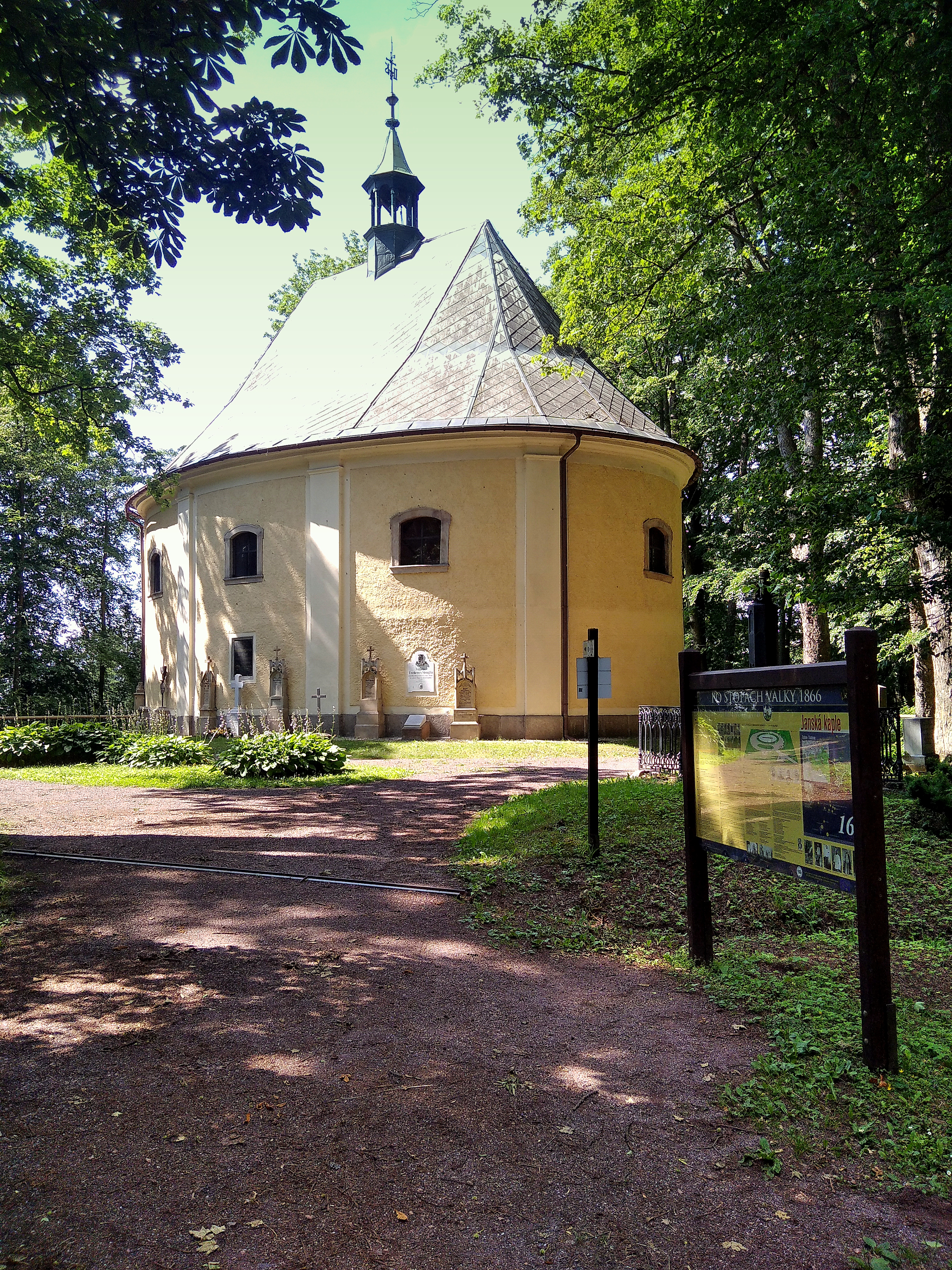
Kaple sv. Jana Křitele na Janském vrchu
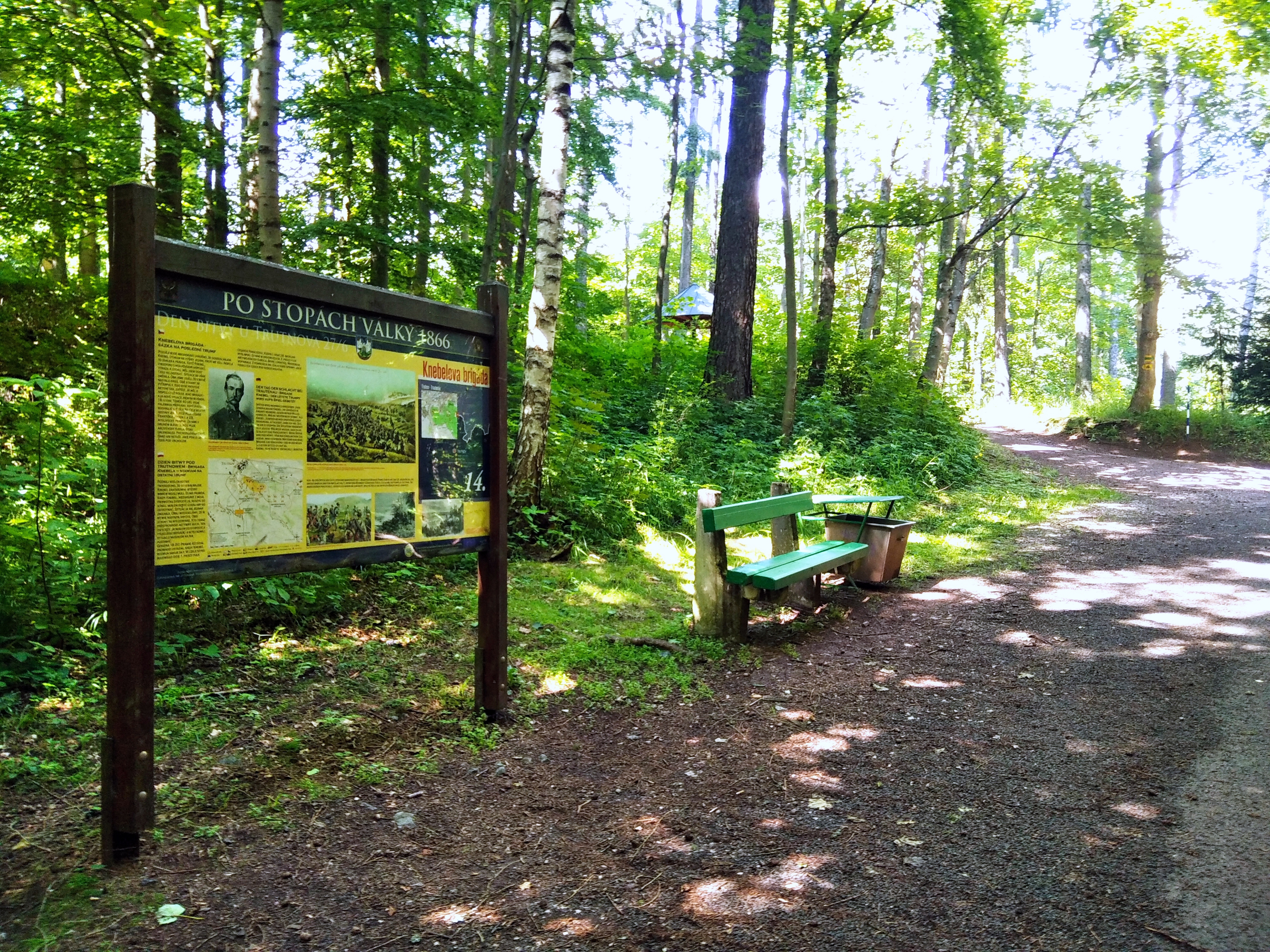
Lavička s tabulí naučné stezky nedaleko Janského vrchu